# Caradrina kashmiriana
Caradrina kashmiriana är en fjärilsart som beskrevs av Charles Boursin 1968. Caradrina kashmiriana ingår i släktet Caradrina och familjen nattflyn. Inga underarter finns listade i Catalogue of Life.